# Sarankhola
Sarankhola är en ort i Bangladesh.   Den ligger i provinsen Khulna, i den södra delen av landet, 170 km söder om huvudstaden Dhaka. Sarankhola ligger 9 meter över havet och antalet invånare är 36 470.
Terrängen runt Sarankhola är mycket platt. Sarankhola är det största samhället i trakten.
Omgivningarna runt Sarankhola är en mosaik av jordbruksmark och naturlig växtlighet.